# Маленький супермен
«Маленький супермен» или «Мстительный кулак» (кит. 生龍活虎小英雄, англ. Little Super Man) — гонконгский фильм с боевыми искусствами режиссёра Ын Сиюня, вышедший в 1975 году.

## Сюжет
В 1941 году, в Китае сбит японский самолёт, на котором транспортировались тайные документы, относящиеся к японскому плану вторжения в Китай. Прежде чем японцы смогли добраться до самолёта, документы исчезли. Хуан Ицин, высокопоставленный офицер китайской тайной полиции, встречается с господином Пэном и открывает ему тайну об исчезнувших документах. Он рассказывает Пэну, что документы где-то в Макао и просит отыскать их за деньги. Тем временем  японский полковник Кино получает информацию о местонахождении документов. Теперь Пэн и четыре беспризорника должны найти документы раньше, чем японцы, и передать их китайской стороне, чтобы спасти свою страну от захватчиков.

## В ролях
| Актёр         | Роль                       |
| ------------- | -------------------------- |
| Брюс Люн      | старший из детей Пэн       |
| Вон Юньсань   | полковник Хуан Ицин        |
| Ху Цзинь      | проститутка Хун Мэй        |
| Джеймс Нам    | японский полковник Кино    |
| Хонь Куокчхой | чистильщик обуви           |
| Ман Хой       | Обезьяна / Маленький Монах |
| Ын Минчхой    | Ман Гунбин                 |
| Лэй Катин     | подчинённый Кино           |
| Сюнь Лам      | Лю Синьчоу                 |

## Съёмочная группа
- Кинокомпания: The Eternal Film (H.K.) Co.
- Продюсер: Пау Мин
- Режиссёр и сценарист: Ын Сиюнь
- Ассистенты режиссёра: Чань Ва, Нг Сикинь
- Постановка боёв: Брюс Лён
- Композитор: Чау Фуклён
- Оператор: Уильям Чён
- Грим: Чэнь Ши
- Монтажёр: Сун Мин, Пань Хунъяо